# Paeonia qiui
Paeonia qiui là một loài thực vật có hoa trong họ Paeoniaceae. Loài này được Y.L.Pei & D.Y.Hong miêu tả khoa học đầu tiên năm 1995.